# Arnold Heim

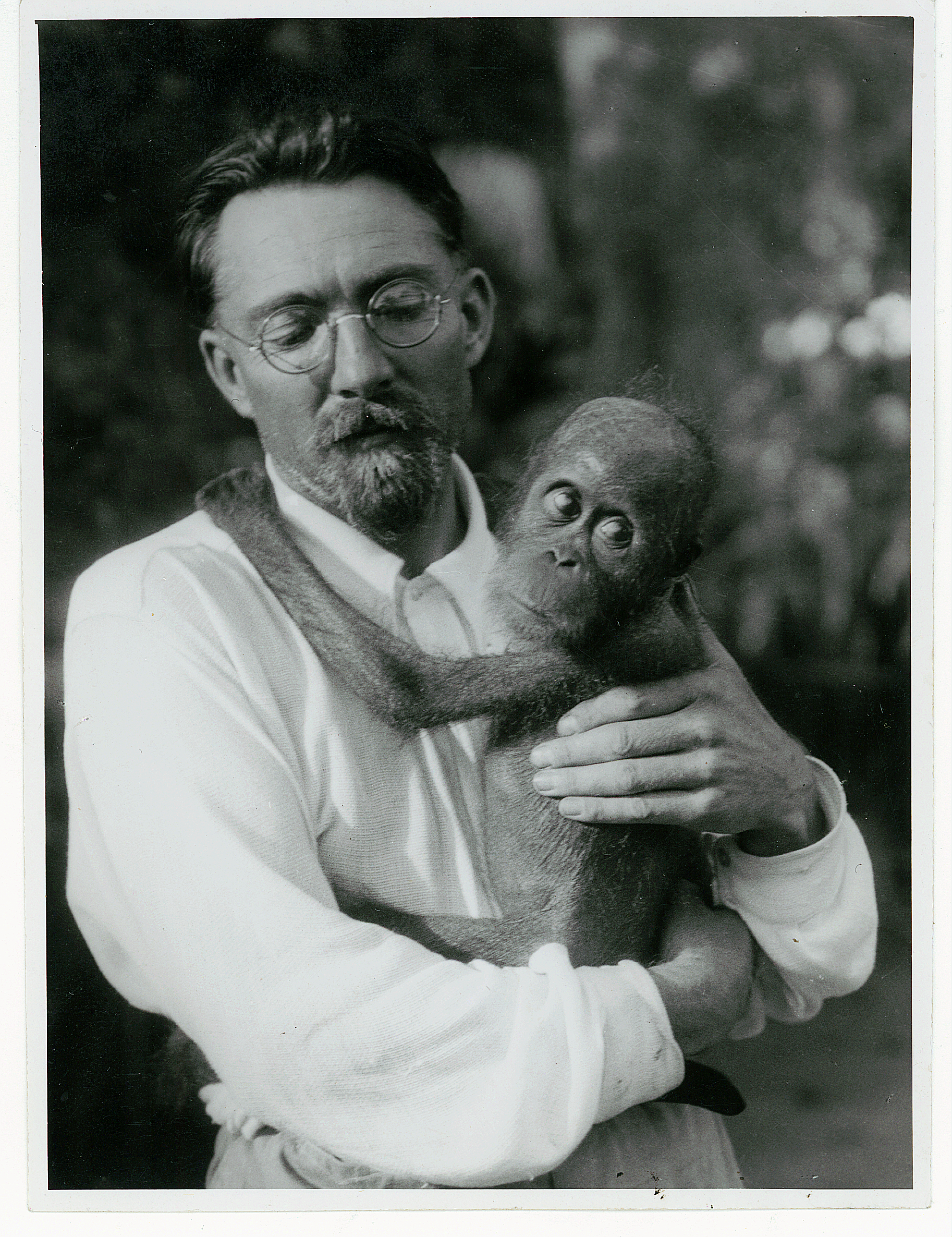
Arnold Heim mit Orang-Utan Baby auf dem Arm (ca. 1928)

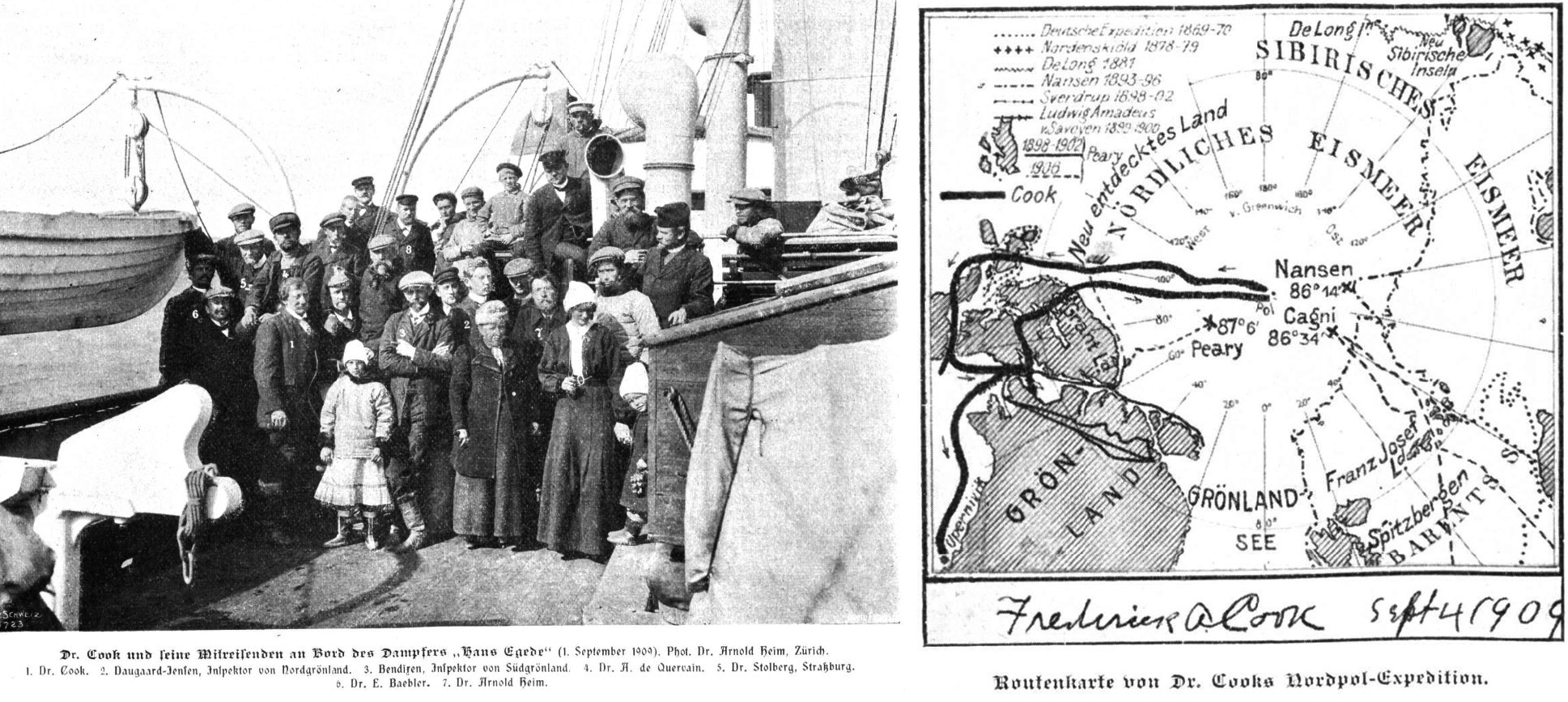
Grönlandexpedition von 1909. Passagiere auf dem Dampfschiff Hans Egede

Arnold Heim (* 20. März 1882 in Zürich; † 27. Mai 1965 ebenda) war ein Schweizer Geologe.

## Leben

Arnold Heim, wie er als Araber reiste

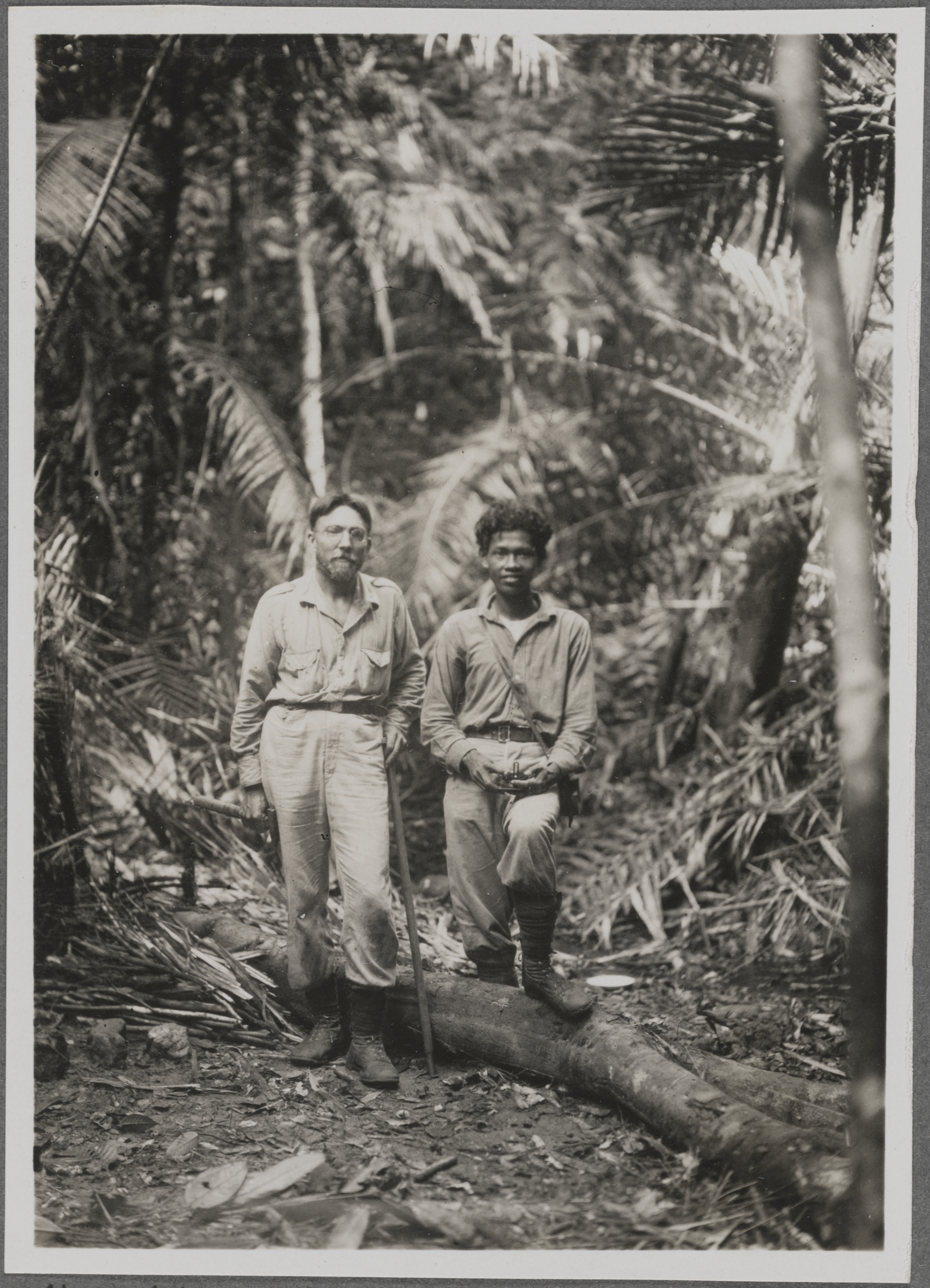
Arnold Heim und der Geometer Suriadi auf Java, Indonesien, 2. April 1928

Heim wurde als Sohn des Geologen Albert Heim und Marie Heim-Vögtlin geboren, der ersten praktizierenden Ärztin der Schweiz. Mit dem Studium der Geologie am Eidgenössischen Polytechnikum Zürich (heute: ETH Zürich) trat Arnold Heim in die Fussstapfen seines Vaters, der den Lehrstuhl für Geologie an besagter Hochschule innehatte. Arnold erwarb das Diplom als Fachlehrer der Naturwissenschaften und promovierte anschliessend an der Universität Zürich. 1908–1911 und 1924–1928 war er Privatdozent an der Universität und am Polytechnikum in Zürich. Vater Albert hegte die Hoffnung, dass Arnold seine Nachfolge antreten würde. 1929–1931 übernahm Arnold jedoch eine Professur an der Sun-Yat-Sen-Universität Kanton (China) und verzichtete zum Verdruss seines Vaters auf eine eigentliche akademische Laufbahn.
1909 nahm Arnold Heim an der Schweizerischen Grönlandexpedition Alfred de Quervains teil. Zwischen 1910 und 1920 suchte Heim in Java und Sumatra nach Erdöl. Er machte bahnbrechende Untersuchungen über die Zusammenhänge zwischen Sedimentation und Tektonik und erlangte Weltruf mit seinen Forschungen in der Petrogeologie.
Am 7. Dezember 1926 flog er mit Walter Mittelholzer, dem Schriftsteller René Gouzy und dem Mechaniker Hans Hartmann nach Südafrika.
Im Jahr 1930 war Heim mit Eduard Imhof und Paul Nabholz auf einer Expedition, anlässlich derer der Berg Minya Konka vermessen wurde. Nicht 10.000 Meter hoch, wie Gerüchte besagten, sondern nur 7600 Meter über Meer, lautete das Resultat. Damit war der Mount Everest weiterhin der höchste Berg der Welt.
Im Jahr 1932 wurde er zum Mitglied der Leopoldina gewählt.
1936 führte er mit Augusto Gansser die erste Schweizer Himalaya-Expedition durch, die acht Monate dauerte. Während der Expedition führten Heim und Gansser detaillierte Tagebücher, die die Grundlage für den Reisebericht «Thron der Götter» (1938) und den Forschungsband «Central Himalaya: Geological Observations of the Swiss Expedition 1936» (1939) bildeten.
Er fand auf dem Friedhof Sihlfeld seine letzte Ruhestätte.

## Veröffentlichungen (Auswahl)
- Thron der Götter: Erlebnisse der ersten Schweizer Himalaja-Expedition (mit Augusto Gansser). Morgarten-Verlag, Zürich 1938.
- Weltbild eines Naturforschers: Mein Bekenntnis. 4., verbesserte Auflage. Huber, Bern 1948.
- Wunderland Peru. Naturerlebnisse. (= Naturerlebnisse in fernen Erdteilen. Buch 1). Huber, Bern 1948. (2. Auflage. 1957)
- Südamerika. Naturerlebnisse auf Reisen in Chile, Argentinien und Bolivien. (= Naturerlebnisse in fernen Erdteilen. Buch 2). 2. Auflage. Huber, Bern/Stuttgart 1954. (spanische Ausgabe Barcelona 1960)